# ليبيدينوفكا
ليبيدينوفكا (بالروسية: Лебединовка)، (باللاتينية: Lebedinovka) (بالعربية: ليبيدينوفكا)، قرية في ضواحي العاصمة القرغيزية بيشكك. وعلى الرغم من ذلك إلا أنها لا تتبع إداريا لمدينة بيشكك، لكنها مركز حي علم الدين في مقاطعة تشوي التي تحيط بالعاصمة بيشكك. تأسست لبيدينوفكا عام 1898، وبلغ عدد سكانها حوالي 20،709 نسمة في عام 2009.